# Nicola Profeta
 (février 2025).
Nicola Profeta, né le 27 février 2006 à Puerto La Cruz, est un footballeur international vénézuélien. Il joue au poste de milieu défensif au Santos FC.

## Biographie

### En club
Il commence le football dans sa ville natale au Venezuela avec les académies du Centro Gallego de Puerto La Cruz, Garotos de Mello PG et Ciudad Vinotinto FC. Après le déménagement de sa famille en Colombie, il rejoint l'académie du Deportivo Cali.
Il fait ses débuts avec l'équipe première le 29 novembre 2023 contre le Deportes Tolima en entrant en deuxième période à la place de Juan Castilla. Son club s'incline 2-0 à domicile.
Le 7 mars 2024, il signe avec le Santos FC. mais son enregistrement s'est retardé puisqu'il avait un contrat amateur avec le Deportivo Cali. Il n'est officiellement enregistré qu'en juillet.

### En sélection
Il représente la Colombie lors des Jeux bolivariens en 2022. Il participe également au championnat de la CONMEBOL en 2023. Il joue 4 matchs et la Colombie quitte la compétition dès le premier tour. Après ce tournoi, il choisit de représenter son pays natal, le Venezuela.
Il participe avec les moins de 17 ans à la coupe du monde des moins 17 ans 2023 en Indonésie où il joue 4 matchs et le Venezuela est éliminé en huitième de finale contre l'Argentine 5-0.
Le 10 décembre 2023, il joue son premier match avec la première sélection du Venezuela contre la Colombie. Il entre en cours du jeu à la place de Jésus Bueno.